# Жабниця (Сілезьке воєводство)
Жабниця (пол. Żabnica) — село в Польщі, у гміні Венґерська Ґурка Живецького повіту Сілезького воєводства.
Населення — 3147 осіб (2011).
У 1975-1998 роках село належало до Бельського воєводства.

## Демографія
Демографічна структура станом на 31 березня 2011 року:
|          | Загалом | Допрацездатний вік | Працездатний вік | Постпрацездатний вік |
| -------- | ------- | ------------------ | ---------------- | -------------------- |
| Чоловіки | 1587    | 347                | 1078             | 162                  |
| Жінки    | 1560    | 329                | 903              | 328                  |
| Разом    | 3147    | 676                | 1981             | 490                  |